# Andreas Kücha
Andreas Kücha (* 1968 in Giengen an der Brenz) ist ein deutscher Speläologe, Höhlentaucher, Kameramann und Fotograf. Er ist einer der erfahrensten und renommiertesten Höhlentauchforscher Deutschlands.

## Leben und Wirken
Küchas Interesse am Höhlentauchen wurde 1983 durch Berichte und Bücher über die Höhle Mordloch bei Geislingen an der Steige geweckt. Da Mitte der 1980er Jahre in Deutschland keine kommerziellen Höhlentauchausbildungen angeboten wurden, unternahm er im Alter von 17 Jahren erste Tauchgänge in verschiedenen wasserführenden Höhlen der Schwäbischen Alb in Eigenregie. Dabei kam er in Kontakt mit anderen Höhlenforschern und -tauchern und begann seine Mitarbeit in mehreren Höhlen-Forschungsgruppen und -Arbeitsgemeinschaften. Heute zählt neben der Wulfbachquellhöhle das von ihm seit 1995 befahrene Blauhöhlensystem zu seinen Hauptforschungsgebieten.
Zur Vermessung und Erforschung von Höhlen und Unterwasserhöhlen ist er auch im Ausland im Einsatz, z. B. in Mexiko (Cenoten bei Mérida), Kuba (Höhlensystem Caverna de Tanque Azul), Hawaii und Lanzarote (Lavatunnel) sowie vor Sardinien (Unterwasserhöhlen Utopia und Grotta del Bel Torrente).
In der Blautopfhöhle entdeckte Kücha im Jahr 2006 zusammen mit Jochen Malmann die Höhlenhalle Apokalypse, im Februar 2008 dann den von ihm Stairway to Heaven benannten Gang, der von der Höhlenhalle Mörikedom in südlicher Richtung abzweigt und nach etwa 300 m oberflächennah unter der Bundesstraße 28 endet. Über einen 17 m langen, direkt neben der Fahrbahn abgeteuften Verbindungsschacht konnte dadurch im April 2010 ein zweiter, „trockener“ Zugang zum Blauhöhlensystem geschaffen werden.
Gemeinsam mit Jürgen Bohnert entwickelte Kücha 2001 das Kreislauftauchgerät Rebreather BK2 (BK = Bohnert Kücha, 2 = dual/redundant). Das redundant ausgelegte Atemgerät mit Tiefenkompensation war speziell an die Bedürfnisse von Höhlentauchforschern angepasst.
Andreas Kücha arbeitet hauptberuflich als Schreiner und lebt in Heidenheim an der Brenz.

## Veröffentlichungen
- mit Jürgen Bohnert, Siegfried Geiger, Herbert Jantschke, Rainer Straub: Die längste Höhle der Schwäbischen Alb: Auf Entdeckungsfahrt in die Wulfbachquellhöhle. DRW-Verlag 1998, ISBN 978-3-87181-391-7